# Jacobo Árbenz Guzmán

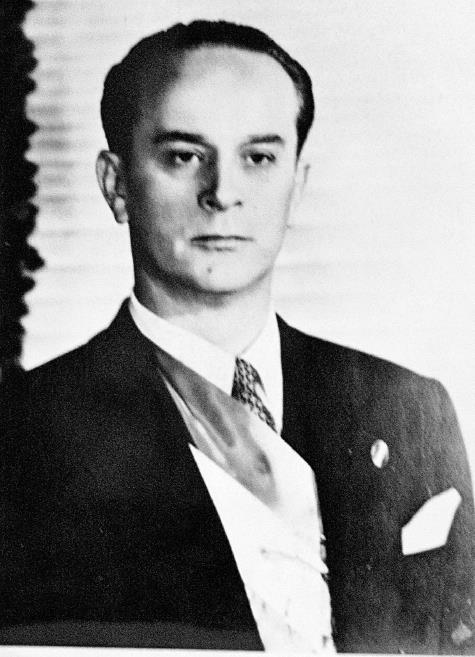
Jacobo Arbenz als Präsident, 1951

Jacobo Árbenz Guzmán (* 14. September 1913 in Quetzaltenango, Guatemala; † 27. Januar 1971 in Mexiko-Stadt, Mexiko) war ein guatemaltekischer Offizier und Politiker, der von 1944 bis 1951 als Verteidigungsminister und von 1951 bis 1954 als zweiter demokratisch gewählter Präsident Guatemalas amtierte. Am 27. Juni 1954 wurde er durch einen vom US-amerikanischen Außenministerium und der CIA geplanten und organisierten Putsch (Operation PBSUCCESS) gestürzt und durch den Diktator Carlos Castillo Armas ersetzt.

## Leben
Árbenz wurde 1913 als Sohn des Schweizer Immigranten Jacobo (Jakob) Arbenz aus Andelfingen im Kanton Zürich und Octavia Guzmán de Arbenz, einer Mestizin, geboren. Sein Vater emigrierte 1899 nach Nicaragua und gehörte der winzigen Mittelschicht Guatemalas an. Sein soziales Ansehen verschlechterte sich im Laufe der Zeit allerdings, da der Vater an Depressionen litt. Er tötete sich selbst, als Jacobo noch sehr jung war.
Als einzige Möglichkeit zum sozialen Aufstieg bot sich Árbenz der Dienst in der Armee an. Er trat am 27. Juli 1932 in die Escuela Politécnica als cadete (Kadett) ein. Er war ein ausgezeichneter Student und erhielt während seiner Ausbildung viermal die placa de alumno distinguido. Am 22. Dezember 1935 wurde er zum subteniente (Wörtlich: Unterleutnant, eigentlich Leutnant) befördert; gleichzeitig erhielt er das diploma de maestro de caminos. An der Militärschule unterrichtete er zeitweise zentralamerikanische Militärgeschichte, Weltgeschichte unter Augenmerk auf militärgeschichtliche Aspekte, Nachrichtenwesen, Festungsbau, Physik, Mechanik, Kriegskunst, Geometrie und Taktik. Seine Beförderung zum Oberst des Heeres (coronel del ejército) erfolgte am 15. September 1952.

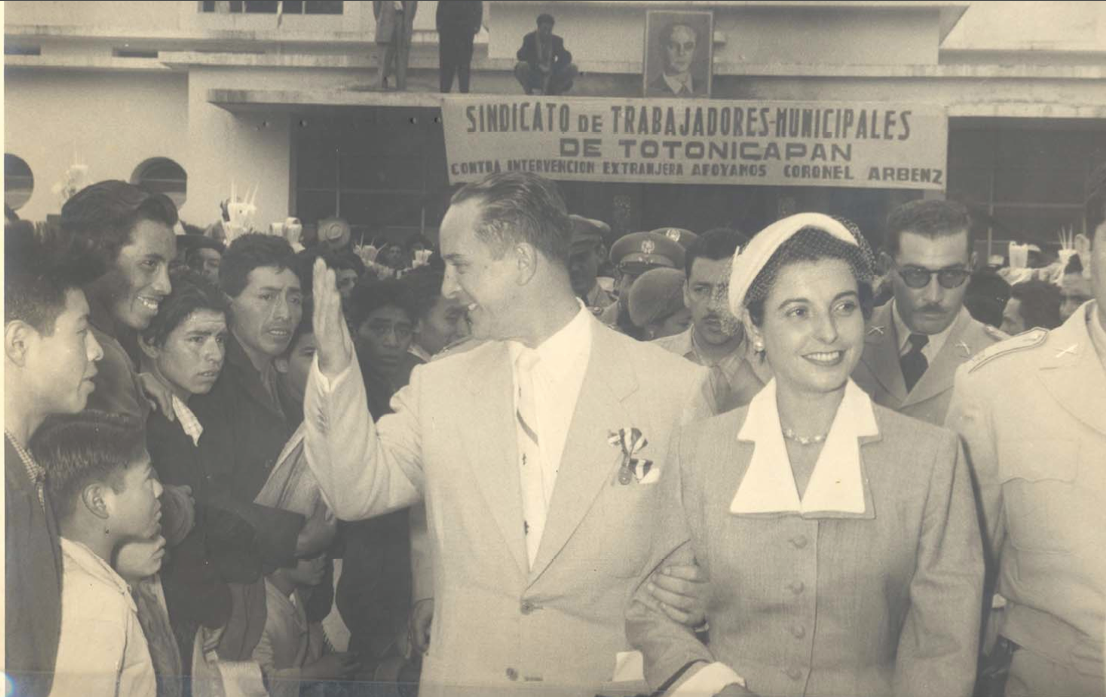
Arbenz und María Cristina Vilanova, ca. 1948/49

Er nutzte die Gelegenheit, stieg im Militär rasch auf und unterrichtete nebenbei als Geschichtsprofessor an der Universität. Er heiratete María Cristina Vilanova, Tochter einer reichen, europäischstämmigen Familie aus El Salvador. Sie rebellierte gegen die konservativen Einstellungen ihrer Verwandten, entwickelte eine Affinität zum Sozialismus und verachtete die Militärdiktatur von Jorge Ubico. Durch sie begann sich Árbenz für die Politik zu interessieren.
Jorge Ubico wurde im Jahre 1944 nach massiven Bürgerprotesten vom Militär abgesetzt, woraufhin eine Junta General Federico Ponce als Nachfolger einsetzte. Ponce versuchte seiner Regierung den Anschein einer demokratischen Legitimation zu geben und veranstaltete Wahlen. Juan José Arévalo wurde von der Opposition als Gegenkandidat bestimmt. Ponce fühlte sich von der Popularität seines Gegenkandidaten bedroht und ließ Arévalo festnehmen.
Hauptmann Jacobo Árbenz und Major Francisco Arana entschlossen sich zu einer Revolte gegen Ponce, töteten ihre Vorgesetzten und ließen die militärinternen Gegner Ponces bewaffnen. Nach dem Sturz und der Flucht von Ponce und Ubico ergriffen Árbenz und Arana gemeinsam mit dem Unternehmer Jorge Toriello die Macht und bildeten eine Junta. Die Junta verabschiedete eine neue liberale Verfassung und ließ eine Präsidentschaftswahl durchführen, die Juan José Arévalo gewann. Jacobo Árbenz wurde 1945 Verteidigungsminister.
Bei den zweiten Wahlen nach der Amtszeit Arévalos 1951 trat Árbenz gegen José Miguel Ramón Idígoras Fuentes, einen Freund Ubicos, an und gewann mit 65 % der Stimmen. Nachdem er am 15. März 1951 zum Präsidenten ernannt wurde, versuchte er im Zuge einer Agrarreform, einen Teil des Besitzes der United Fruit Company (UFC) zu enteignen. Die der UFC nach dem Völkerrecht zustehende Entschädigung in Höhe von circa 600.000 US-Dollar war auf Basis eines viel zu geringen Landwertes berechnet, den der Konzern aber selbst angegeben hatte, um Steuern zu sparen.
1952 wurde die kommunistische Guatemaltekische Arbeiterpartei (PGT) legalisiert, infolgedessen gewannen die Kommunisten einigen Einfluss auf Bauernverbände, Gewerkschaften und die regierende Partei. Um ihre Interessen im Land zu wahren, überzeugten die United Fruit Company durch eine Kampagne von Edward Bernays und die sie unterstützenden Banken die CIA, dass Árbenz ein Kommunist oder zumindest ein Sozialist sei, der einen kommunistischen Umsturz vorbereite. Die Regierung der USA unter Präsident Dwight D. Eisenhower beauftragte die CIA mit der Organisation eines Putsches (Operation PBSUCCESS). Am 27. Juni 1954 musste Árbenz fliehen und Carlos Enrique Díaz de León amtierte kurzzeitig als sein Nachfolger.
Árbenz suchte Exil für sich und seine Familie in vielen Ländern, unter anderem in der Schweiz, in Frankreich, in der Tschechoslowakei, in der Sowjetunion, Uruguay und Kuba, konnte aber in keinem Land dauerhaft bleiben. 1970 gewährte ihm Mexiko dauerhaft Asyl. 1971 kam er unter ungeklärten Umständen in seiner Badewanne in Mexiko-Stadt ums Leben. Die unmittelbare Todesursache war entweder Ertrinken oder Verbrühungen durch heißes Wasser.
Am 20. Oktober 1995 wurden seine sterblichen Überreste von El Salvador, wo ihn seine Frau hatte begraben lassen, nach Guatemala-Stadt überführt.

### Sachbücher
- Mauro Cerutti / CS: Arbenz Guzmán, Jacobo. In: Historisches Lexikon der Schweiz.
- Eintrag Jacobo Arbenz Guzman (1913–1971), in: José Antonio Mobil: 100 personajes historicos de Guatemala, 2. Aufl. Cidudad Guatemala 1991 (Erstausgabe 1979, Serviprensa Centroamericana), S. 358–360. ISBN 978-99922-917-7-1.
- Carlos Alfonso González Orellana: Coronel Jacobo Arbenz Guzmán. El soldado del pueblo, Universidad de San Carlos de Guatemala, Centro de Estudios Urbanos y Regionales 2008.
- Roberto García Ferreira: La CIA y los medios en Uruguay. El caso Arbenz, Montevideo (Amuleto, Colección Ensayos Orientales) 2007, ISBN 978-9974-8079-3-8.
- Manuel Galich: Por qué lucha Guatemala. Arévalo y Arbenz, dos hombres contra un imperio, Buenos Aires (Elmer) 1956.
- Carlos Manuel Pellecer Durán: Arbenz y yo, 3. Aufl. Ciudada Guatemala (Ed. Artemis & Edinter) 1997, ISBN 84-89766-17-7.
- Piero Gleijeses: Shattered Hope: The Guatemalan Revolution and the United States, 1944–1954, Princeton University Press 1992, ISBN 978-0-691-02556-8.
- Stephen Schlesinger und Stephen Kinzer: Bitter Fruit. The Story of the American Coup in Guatemala. Überarbeitete Ausgabe, Harvard University 2005 (Deutsch: Bananenkrieg: CIA-Putsch in Guatemala), ISBN 978-0-674-01930-0.

### Zeitungsartikel
- Marc Tribelhorn: Der ungebetene Gast – wie die Schweiz den gestürzten Präsidenten Guatemalas, Jacobo Arbenz, bespitzelte und vertrieb. In: Neue Zürcher Zeitung vom 18. Januar 2021 (online unter dem Titel Der ungebetene Gast – wie die Schweiz den gestürzten Präsidenten Guatemalas, Jacobo Arbenz, bespitzelte und vertrieb. - Jacobo Arbenz wollte sein Land reformieren und wurde Opfer eines Putsches der CIA. Als der Sohn eines Schweizer Emigranten im Januar 1955 in die Eidgenossenschaft reiste, schrillten in Bundesbern die Alarmglocken. Ein Blick zurück.).

### Belletristik
- Mario Vargas Llosa: Harte Jahre, 2019.
- Wolfgang Schreyer:  Das grüne Ungeheuer, 1959.

### Film
- Das grüne Ungeheuer, deutsche fünfteilige DEFA-Fernsehserie, DDR 1962, Regie: Rudi Kurz. Auf Grundlage von Wolfgang Schreyers gleichnamigem Roman von 1959.
- Devils Don’t Dream – Nachforschungen über Jacobo Arbenz Guzmán, CH 1994, Regie: Andreas Hoessli, Ausstrahlung auf Arte am 17. Juli 1998.